# Mausolée d'Auguste
Le mausolée d'Auguste est un monument funéraire construit à partir de 28 av. J.-C. par Auguste — alors appelé Imperator Caesar Divi Filius Octavianus — pour lui-même et les membres de la famille impériale. Il est situé à Rome, au nord du Champ de Mars, non loin du Tibre, au bord de la via Flaminia. Il est visible, sur la Piazza Augusto Imperatore, à proximité du Musée de l'Ara Pacis. Le modèle structurel et architectural qui a inspiré l’édifice a été débattu par les spécialistes pendant longtemps, certains y voyant une influence des tumulus étrusques et d’autres considérant la bâtisse comme répondant à un modèle hellénistique.
Très endommagé par des siècles de pillage, de spoliation de ses matériaux d'ornement et par la réutilisation de ses maçonneries comme fondation pour d'autres édifices, les vestiges qui subsistent ne constituent qu'un pâle reflet de son aspect initial, ornée de marbres et de statues. Ce délaissement — paradoxal pour la tombe du fondateur de l'empire — explique en partie la façon dont les modernes ont représenté cet édifice, comme l'incarnation d'une ruine romantique. Après plusieurs décennies d'abandon, la restauration du mausolée a débuté en 2017, grâce à des fonds privés et publics.

## Histoire et fouilles archéologiques

### Construction, fonctions et devenir dans l'Antiquité
Le monument fut construit sur la rive gauche du Tibre au bord de la via Flaminia, à la demande d'Octave, sans doute sur un terrain lui appartenant en 28 av. J.-C., aux lendemains de sa victoire sur Marc-Antoine à la bataille d'Actium et à la veille de la normalisation de ses pouvoirs par le Sénat, lui conférant le titre d'Auguste en 27 av. J.-C.

#### Un modèle en débat
Pour certains archéologues et historiens, le mausolée prend comme « modèle architectural et idéologique » le tombeau d’Alexandre le Grand — ou tout du moins les grands mausolées circulaires hellénistiques comme celui d'Amphipolis par exemple — qu’Auguste avait visité en 30 av. J.-C. lors de son passage à Alexandrie après la fin de la guerre civile,. D'autres y voient plutôt une résurgence de la tradition funéraire italique du mausolée circulaire monumental, attestée dans le monde étrusque dès l'époque archaïque, notamment à Cerveteri et à Tarquinia,. D'autres monuments funéraires circulaires exactement contemporains ornaient déjà les périphéries de Rome à la même époque, comme la tombe de Caecilia Metella ou le Casal Rotondo sur la Via Appia.
Quel que soit le modèle à l'origine de la conception du tombeau, le mausolée constitue en tout cas un exemple de communication politique et dynastique assumée de la part du nouveau souverain. Il inclut dans son caveau les membres de la famille impériale, ses plus proches dignitaires et collaborateurs — voire successeurs potentiels — et demanda à ce qu'on affiche devant l'entrée de la tombe, sur deux piliers, son testament politique, les Res Gestae Divi Augusti.

#### Un tombeau pour la famille impériale
Le premier individu inhumé dans le mausolée fut Marcellus, neveu d'Auguste, mort en 23 av. J.-C., déposé avec les cendres d'Atia Balba Caesonia, mère de l'empereur. Suivirent Marcus Vipsanius Agrippa, Drusus l'Ancien, Lucius et Caius César. Auguste y fut inhumé en 14 ap. J.-C., suivi de près par Drusus le Jeune, Germanicus, Livie, puis Tibère. Suétone raconte que le corps d'Auguste fut rapporté de Nola, qu'on lui fit deux éloges funèbres, l'un devant le temple du Divus Julius, l'autre devant les Rostres, avant de le transporter, porté sur les épaules des sénateurs, sur le Champ de Mars pour y être incinéré. Après avoir déposé les cendres dans le monument, ils laissent l'édifice ouvert au public afin qu'il puisse se promener dans les bosquets dont il était entouré.
Le monument conserva une fonction funéraire et fut le principal mausolée impérial jusqu'à la fin du Ier siècle de notre ère. Par la suite, le mausolée d'Hadrien prit le relais de cette fonction (Trajan faisant déposer ses cendres sous la Colonne Trajane). Un dernier dépôt funéraire est attesté au début du IIIe siècle apr. J.-C., avec les cendres de Julia Domna, la femme de Septime Sévère, pourtant issue d'une dynastie différente, sans lien avec la famille d'Auguste. Les dépôts funéraires contenus dans le mausolée témoignent de l'usage conjoint et contemporain de l'incinération et de l'inhumation en sarcophage. Philippe Fleury estime que Claude, Britannicus et Nerva y furent inhumés. Néron, empereur qui subit la damnatio memoriae, et Julia, fille d’Auguste, n’y furent pas enterrés, en partie du fait de leurs disgrâces respectives (Julie ayant été condamnée à l'exil par Auguste et n'ayant pas été rappelée par Tibère, son époux, lors de son accession au trône).

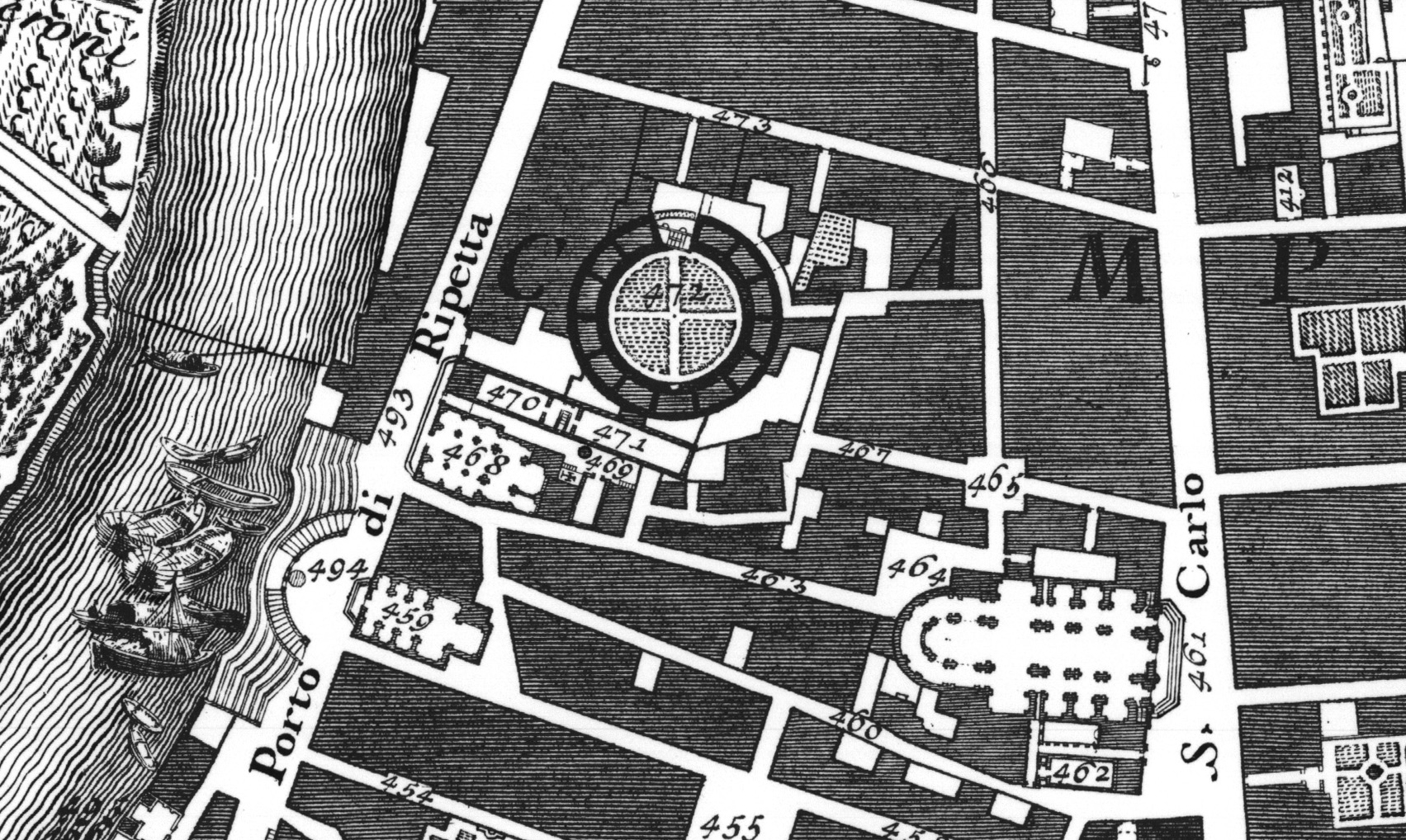
Situation urbaine du mausolée d'Auguste en 1748 (Nolli, Nuova Topografia di Roma, 1748).
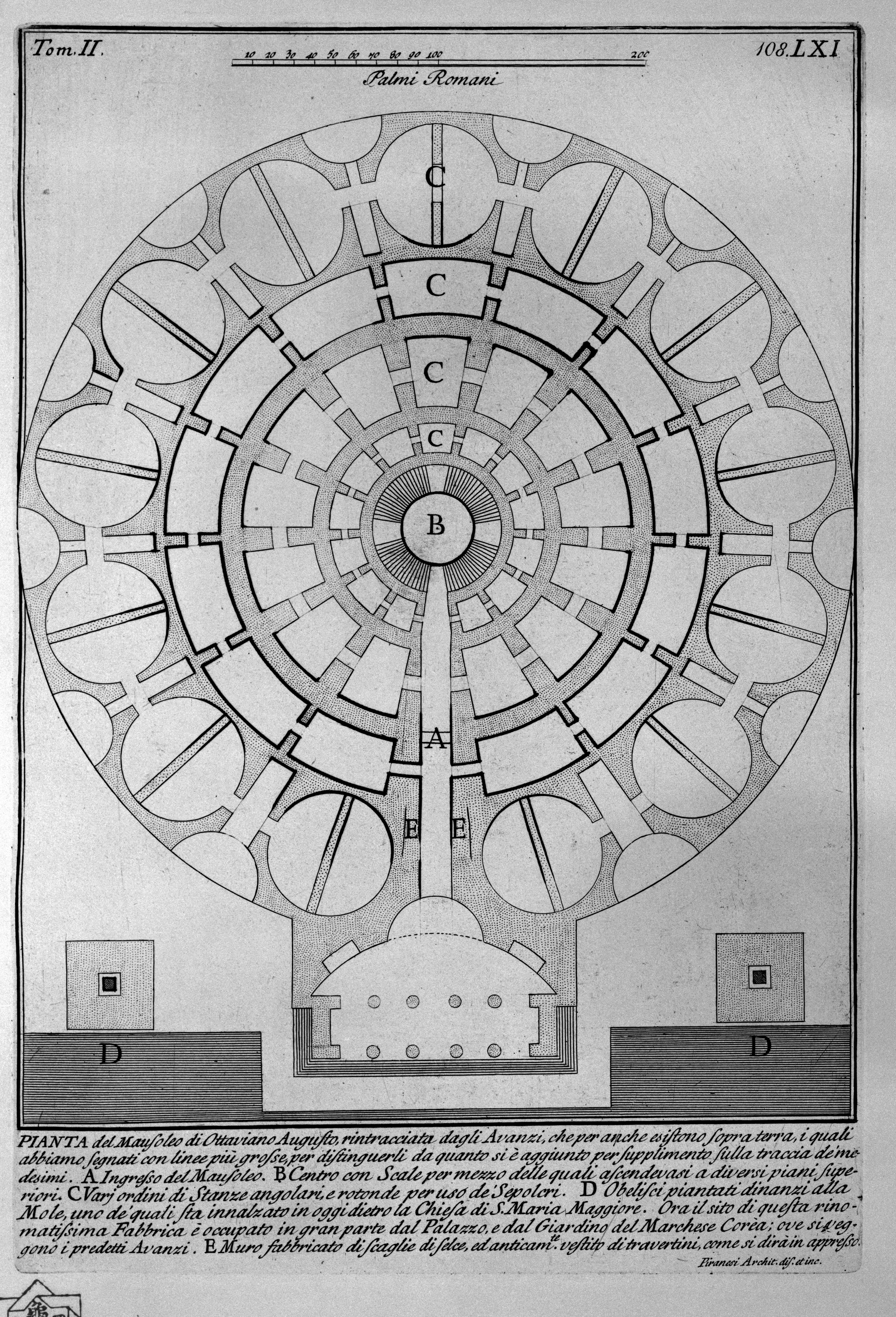
Plan du mausolée d'Auguste par le Piranèse.
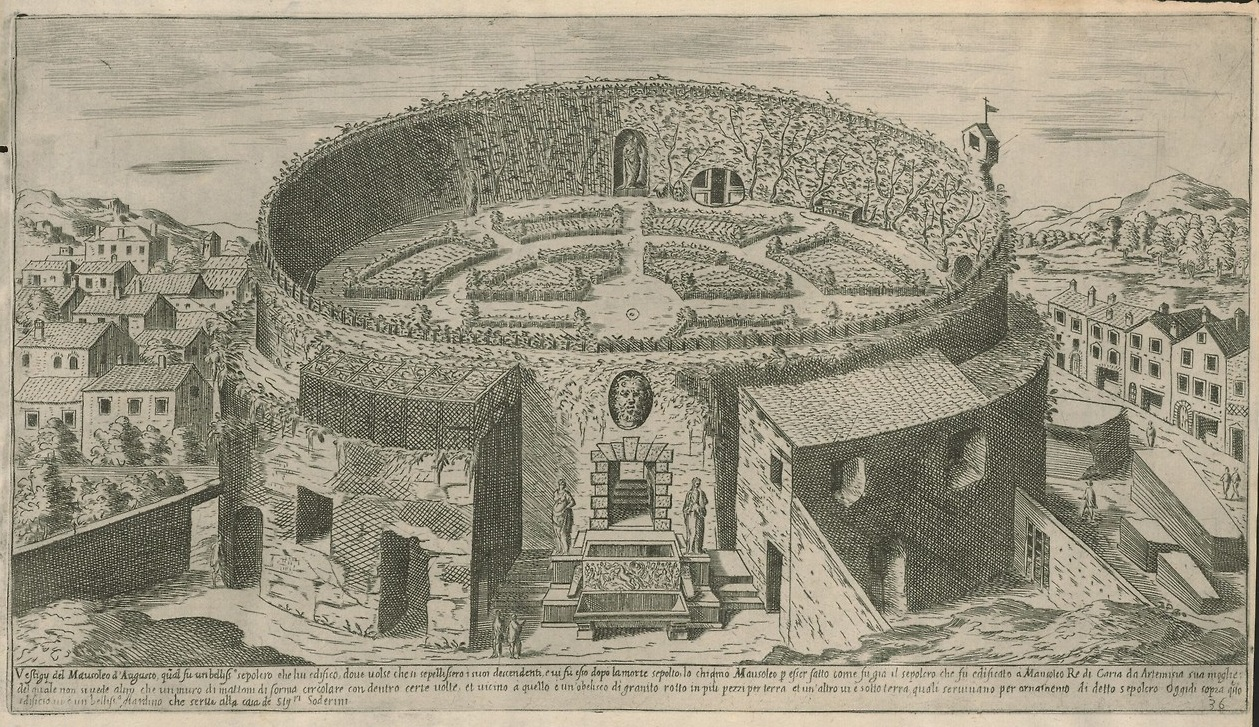
Vue des ruines du mausolée d'Auguste, dont le sommet est occupé par un jardin d'agrément, par Étienne Pérac, en 1600.
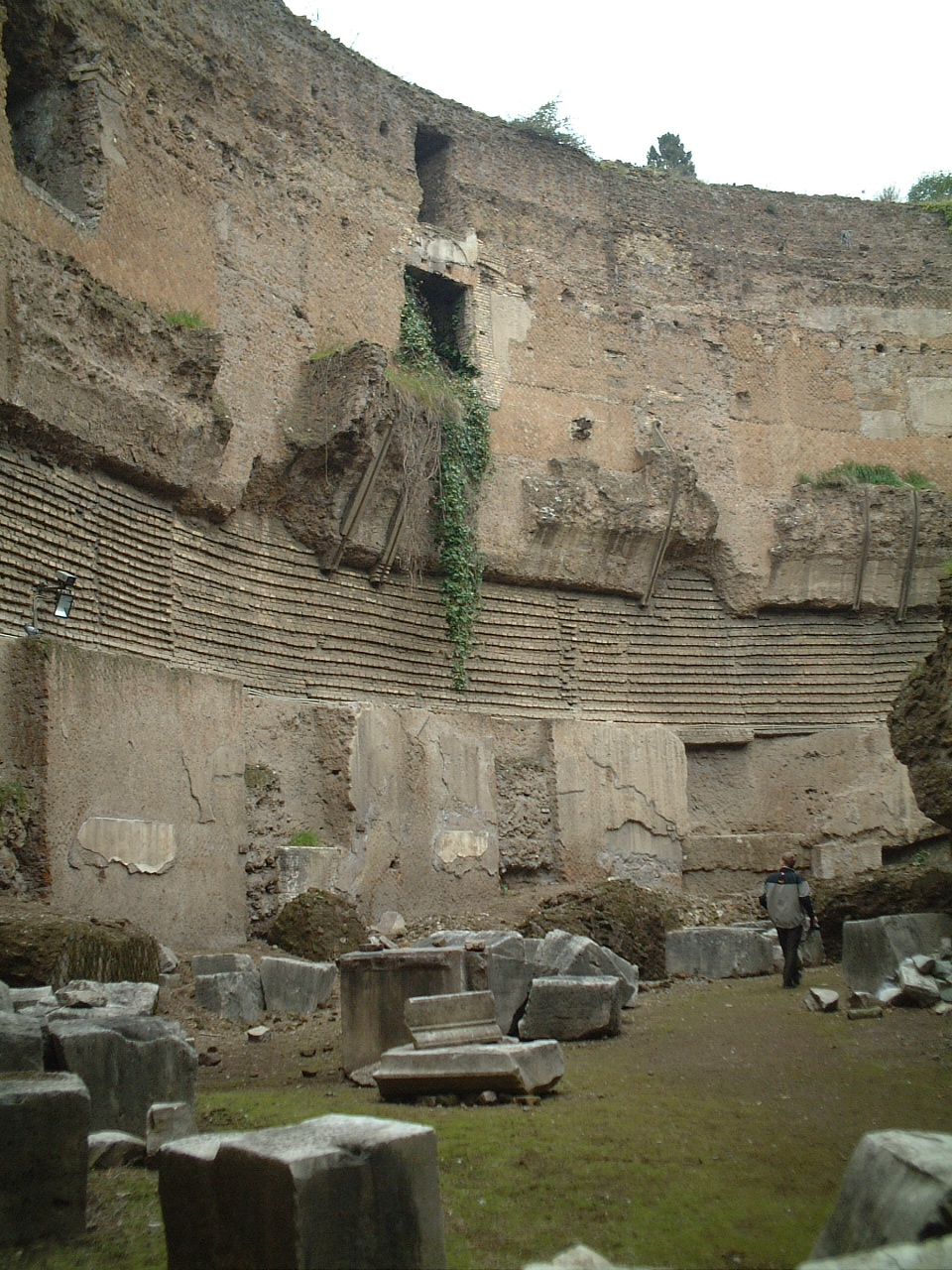
Intérieur du mausolée d'Auguste.
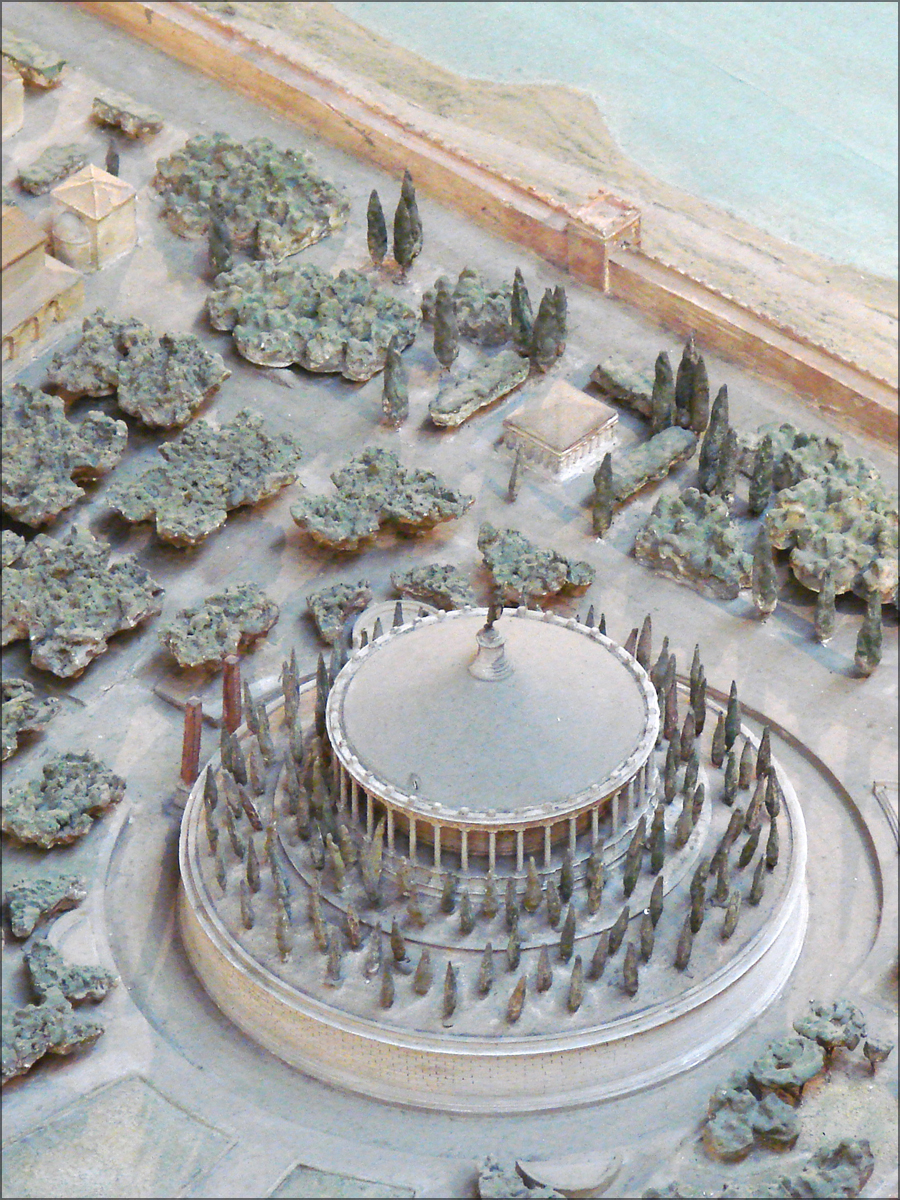
Maquette du mausolée d'Auguste au musée de la civilisation romaine à Rome.
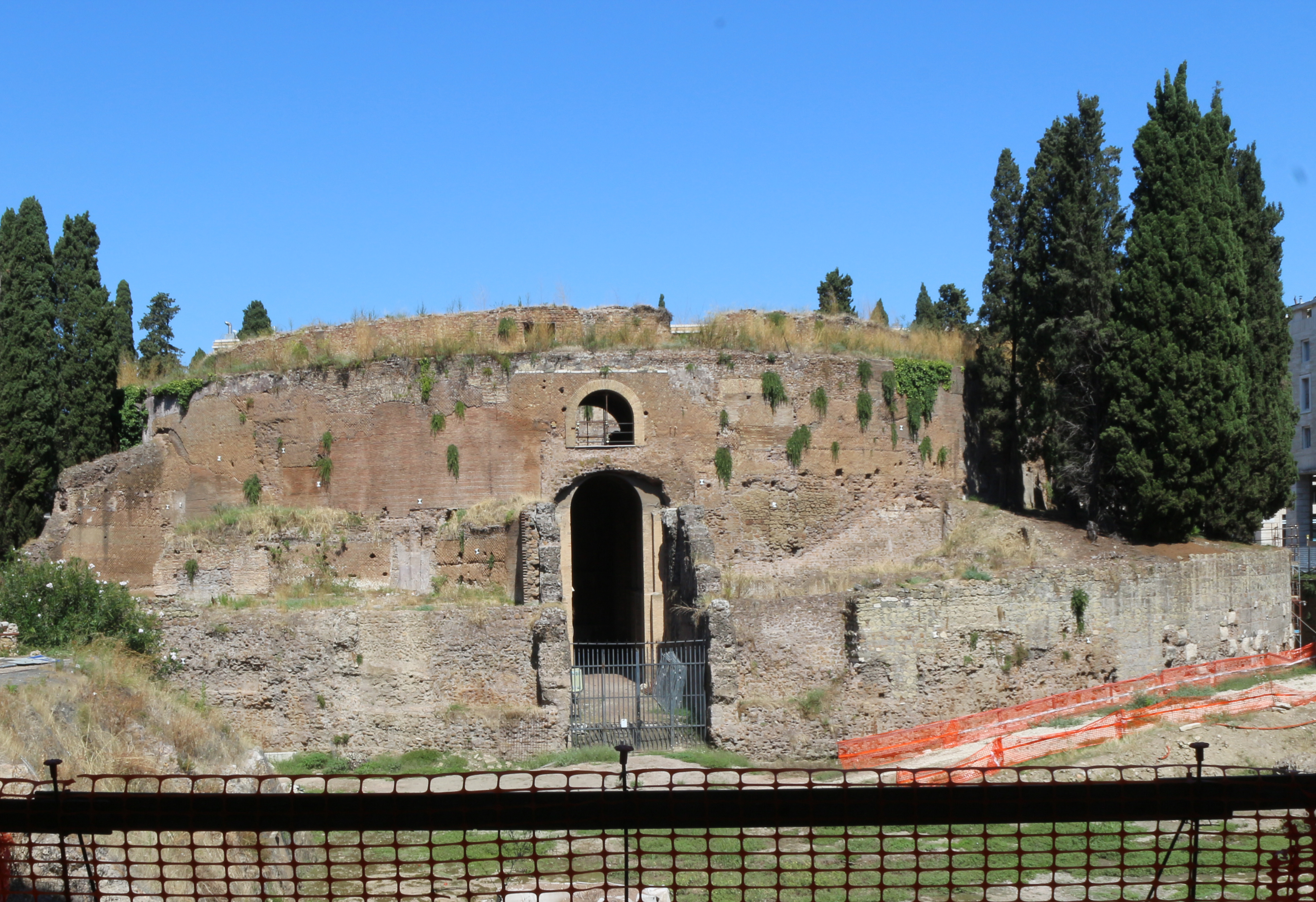
Panorama de l'entrée du mausolée d'Auguste.

#### Devenir à la fin de l'Antiquité et aux époques ultérieures
Le monument fut saccagé lors du sac de Rome par Alaric en 410, les urnes furent volées, les tables de bronze des Res Gestae arrachées et fondues et les cendres dispersées. L’urne d'Agrippine, qui servit durant tout le Moyen Âge de mesure à blé, est conservée au musée du Capitole. Au XIIe siècle, le mausolée est transformé en réduit fortifié par les Colonna, pratique courante à Rome consistant à réutiliser les substructions de monuments antiques pour y établir des bastions privés seigneuriaux. Les Caetani firent de même avec le Tombeau de Caecilia Metella, les Orsini au théâtre de Pompée, les Orsi sur le Capitole. Une partie des marbres du mausolée fut probablement réduit en chaux dans les fours du port fluvial voisin de Ripetta, avant de devenir aux XVe et XVIe siècles un jardin, puis une vigne.
Au début du XVIe siècle, le monument se trouve entre les mains des Orsini, notamment, à partir de 1512, Franciotto Orsini ; au cours du siècle, le quartier se repeuple et les terrains adjacents prennent de la valeur : la spéculation sur les maisons bâties contre le mausolée fait considérablement augmenter le prix des matériaux et des statues qu'on y prélève pour les vendre. En 1519, des fouilles sont effectuées au pied du mausolée : elles permettent de mettre au jour l'un des deux obélisques qui en avaient décoré l'entrée dans l'Antiquité ; en 1587, Sixte V le fait transporter au chevet de l'église de Sainte-Marie-Majeure. Il devient possession des Soderini, qui en font un jardin d'agrément à l'écart du cœur de la ville.
Au XVIIIe siècle, en 1780 précisément, il est transformé en amphithéâtre, puis en salle de concert sur ordre du Marquis Correa, dont la famille s'était constituée propriétaire du mausolée à la fin du XVIIe siècle. La structure, en bois, fut utilisée pour divers spectacles : combats d'animaux, tauromachie, feux d'artifice. Il porte alors le nom d'amphithéâtre Correa. En 1796, le nouveau propriétaire, le marquis Vivaldi Armentieri, convertit la structure en bois en édifice permanent en brique. À partir de 1810, la salle est utilisée quotidiennement pour y donner des pièces de théâtre. Elle porte, à la fin du XIXe siècle, le nom d'amphithéâtre Umberto Ier. Il fut déclaré inadapté et vétuste et fut réutilisé comme atelier pour y réaliser la statue équestre du monument à Victor-Emmanuel, appelé Autel de la Patrie. Acquis par la commune de Rome en 1907, l'arène fut convertie en auditorium, avec 3 500 sièges et prend le nom d'Augusteo. Il devient le siège de l'Académie royale de Sainte-Cécile. On y programme un grand nombre de représentations musicales jusqu'en 1936, année de sa fermeture et du début de sa destruction pour mener les fouilles commanditées par Mussolini et la réalisation de la place Augusto Imperatore.

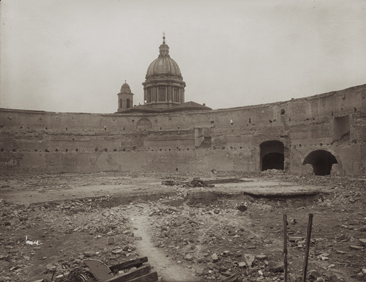
Mausolée d'Auguste après les travaux de dégagement en 1938.
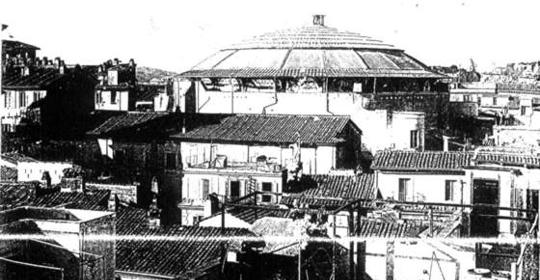
L'amphithéâtre Augusteo-Correa sur le mausolée d'Auguste dans les années 1910
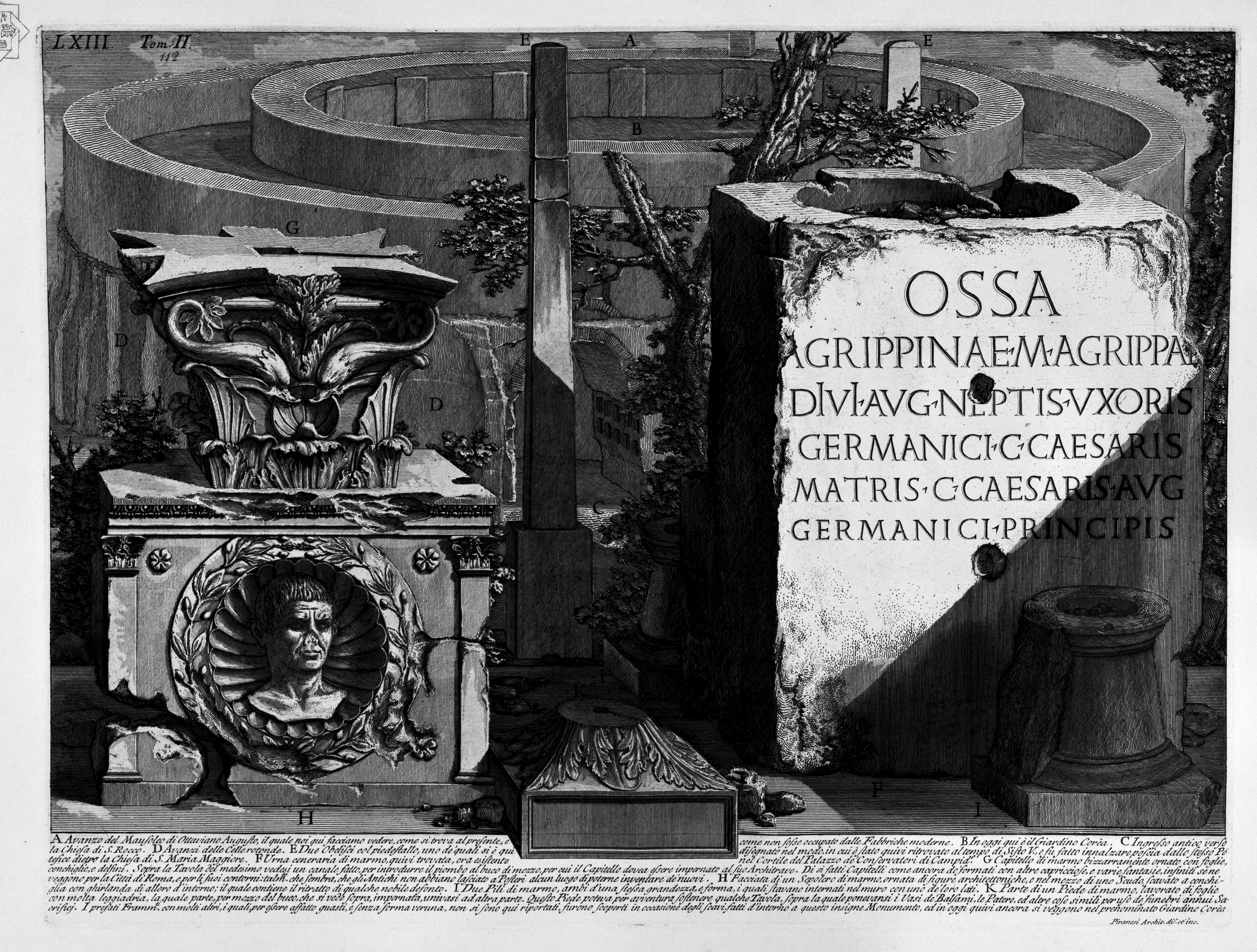
Gravure du Piranèse montrant l'urne d'Agrippine et le mausolée d'Auguste.
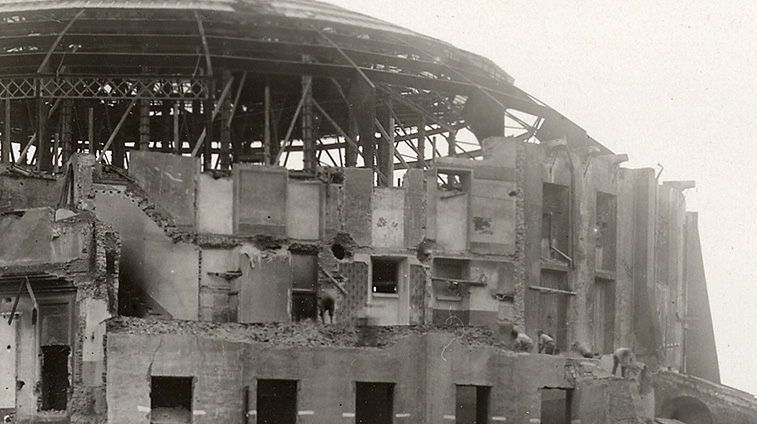
L'auditorium Augusteo-Correa sur le mausolée d'Auguste pendant sa destruction en 1936.
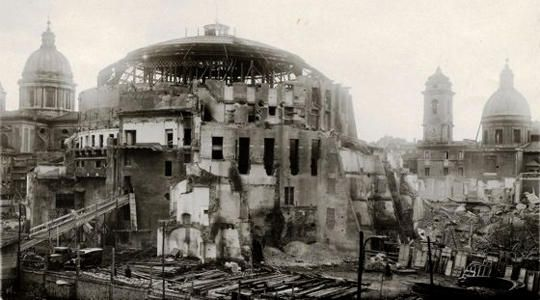
L'auditorium Augusteo-Correa sur le mausolée d'Auguste pendant sa destruction en 1936.

### Redécouverte et fouilles
Les fouilles ont eu lieu à plusieurs reprises dans le lieu, principalement en 1937-1938, dans un contexte de récupération idéologique du pouvoir impérial romain. Le monument est alors très largement dégagé sous l'impulsion du régime fasciste de Benito Mussolini qui fait aménager la « piazza Augusto Imperatore » (littéralement « place de l'empereur Auguste »), « une des plus sinistres réalisations de l’architecture fasciste », selon Filippo Coarelli, car à cette occasion furent détruits tous les immeubles qui le bordaient. Le côté qui flanque le Tibre est occupé par le remontage de l’autel de la Paix Auguste, localisé « là où le pouvoir fasciste lui a trouvé sa localisation la plus prestigieuse, au bord du Tibre, en face du mausolée d'Auguste ». Toute cette opération constitue « un intéressant exemple de l’exploitation de l’Antiquité romaine à des fins idéologiques et politiques ».
L'entrée fut à l'occasion restaurée d'« une façon trop moderne » selon certains archéologues, du fait des libertés prises avec les restitutions effectuées, comme pour la fenêtre voûtée au-dessus de l'entrée qui ne correspondrait pas aux critères architecturaux du Ier siècle. Le gouvernement fasciste n'ajouta pas, cependant, de portes en bronze, trop coûteuses.

### Restauration auXXIesiècle

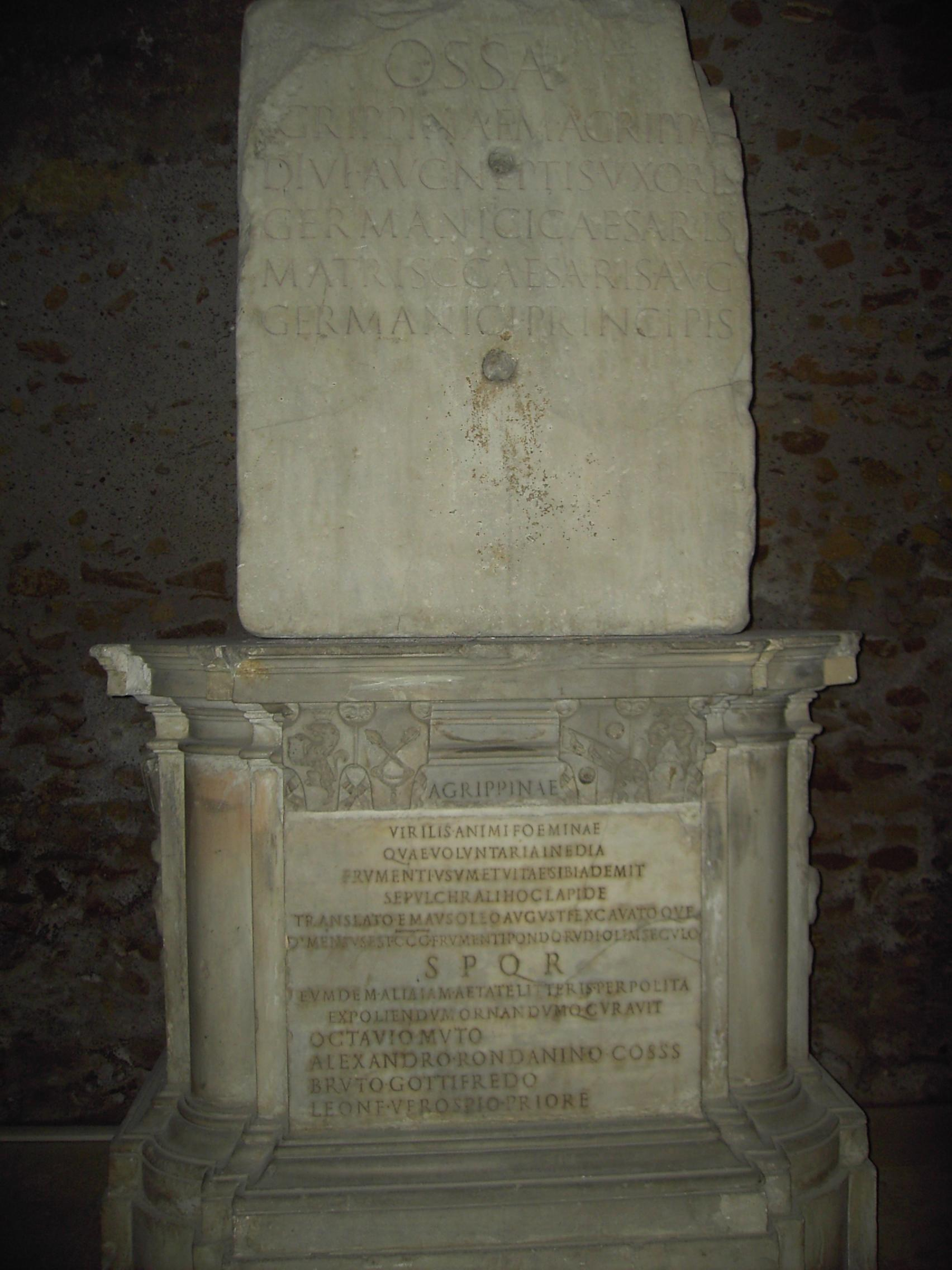
Urne d'Agrippine conservée dans le Tabularium, dans les Musées Capitolins.

Après plus d'un demi-siècle d'abandon, du fait en partie du contexte idéologique qui avait prévalu à sa redécouverte et à sa mise en avant dans les années 1930, un programme de restauration s'ouvre dès 2008 afin de rénover les parties internes de l'édifice et d'y effectuer des fouilles stratigraphiques modernes. La première phase de ces travaux prévoit notamment la mise en place d'un espace d'entreposage des éléments de lapidaire découverts à l'intérieur de la structure du mausolée. Un certain nombre d'opérations de consolidations sont menées jusqu'en 2014.
En 2014, le conseil municipal de Rome approuve le principe d'une rénovation et d'une réformation stylistique de la piazza, afin d'atténuer l'aspect stylistique fascisant de l'architecture du lieu. Un budget de 12 millions d'euros y est consacré, pour installer une nouvelle végétation et des espaces de jeu et de spectacle vivant. Au début de l'année 2017, la Fondation TIM soumet un projet de restauration du monument accepté par le Ministère des biens culturels italiens,. La fondation prévoit une réouverture prochaine du mausolée avec une ouverture totale au public, un espace didactique au centre de l'édifice afin d'y présenter une grande fresque numérique et vidéo de l'histoire de Rome, projetée sur les murs de la cella funéraire,.

## Description

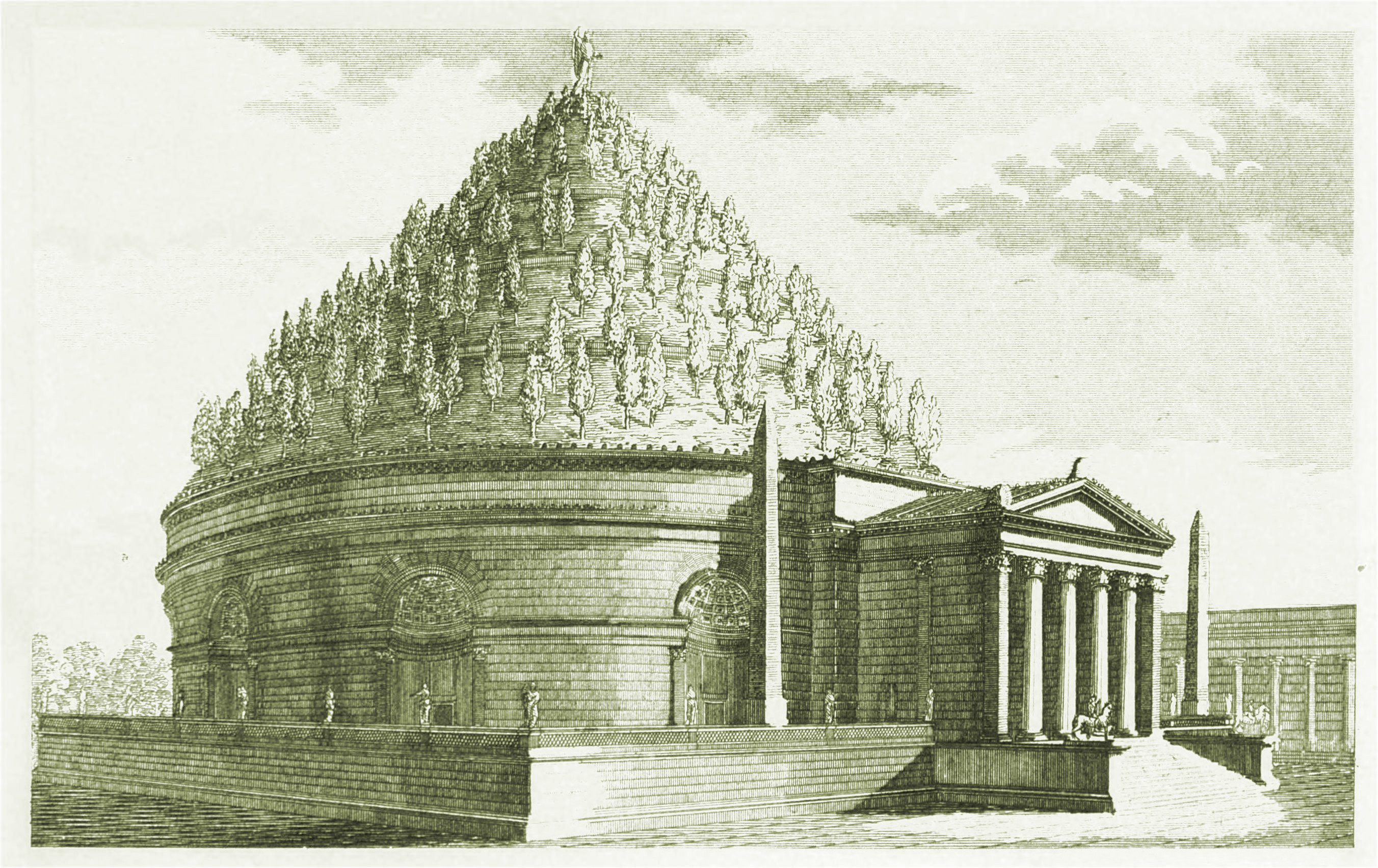
Reconstitution du mausolée par Luigi Canina, Gli edifizi di Roma antica, 1851.

La plupart des éléments de parement, de décoration et d'ornementation de l'édifice ont disparu au cours du temps, spoliés pour la réalisation d'autres édifices, ou volontairement détruits lors du sac de Rome de 410. L'essentiel des structures qui nous sont parvenues sont donc des éléments internes de soubassement et de caissonnement de l'édifice, ainsi que les parties inférieures et enterrées constituant le gros œuvre,. Le lieu a probablement servi de carrière de matériaux de construction au cours du Moyen Âge, notamment quand le lieu servait à la famille Colonna de réduit fortifié.
Les murs de l'enceinte extérieure du mausolée étaient probablement plaqués de divers marbres et pierres fines. Ce revêtement a aujourd'hui totalement disparu. Les portes massives en bronze, flanquées d'obélisques et de piliers, donnaient une apparence de temple au monument.

### Description générale
L’édifice avait un diamètre de 87 mètres et des murs concentriques en tuf pourvus de murs radiaux. Le mur de soubassement, circulaire également, était en travertin, haut de 12 mètres. Ces murs concentriques formaient un grand caisson circulaire compartimenté, afin de contenir la poussée de la terre amoncelée au sommet de l'édifice et formant un vaste tumulus, planté d'un bosquet de cyprès. La forme générale était donc celle d'un tertre cylindrique à sa base et conique à son sommet, arboré, entouré de diverses statues coiffant le sommet de la base maçonnée.
Le mausolée d’Auguste, faisant partie du paysage monumental du Champ de Mars, a fait l’objet d’une description par Strabon, dans sa Géographie (livre V, chap. 3, 7-8) :

« Les anciens Romains, à vrai dire, occupés comme ils étaient d'objets plus grands, plus importants, avaient complètement négligé l'embellissement de leur ville. Sans se montrer plus indifférents qu'eux aux grandes choses, les modernes, surtout ceux d'à-présent, se sont plu à l'enrichir d'une foule de monuments magnifiques : Pompée, le divin César, Auguste, ses enfants, ses amis, sa femme, sa sœur, tous à l'envi, avec une ardeur extrême et une munificence sans bornes, se sont occupés de la décoration monumentale de Rome. C'est dans le Champ de Mars que la plupart de ces monuments ont été érigés, de sorte que ce lieu, qui devait déjà tant à la nature, se trouve avoir reçu en outre tous les embellissements de l'art. Aujourd'hui, avec son étendue prodigieuse, qui, en même temps qu'elle laisse une ample et libre carrière aux courses de chars et à toutes les évolutions équestres, permet encore à une jeunesse innombrable de s'exercer à la paume, au disque, à la palestre ; avec tous les beaux ouvrages qui l'entourent, les gazons si verts qui toute l'année y recouvrent le sol, les collines enfin d'au delà du Tibre, qui s'avancent en demi-cercle jusqu'au bord du fleuve, comme pour encadrer toute la scène, cette plaine du champ de Mars offre un tableau dont l'œil a peine à se détacher. Ajoutons que tout à côté, et indépendamment d'une autre grande plaine bordée ou entourée de portiques, il existe plusieurs bois sacrés, trois théâtres, un amphithéâtre et différents temples tous contigus les uns aux autres, et que, comparé à ce quartier, le reste de la ville ne paraît plus à proprement parler qu'un accessoire.
Pour cette raison, et parce que ce quartier avait pris à leurs yeux un caractère plus religieux, plus auguste que les autres, les Romains y ont placé les tombeaux de leurs morts les plus illustres, hommes ou femmes. Le plus considérable de ces tombeaux est le mausolée [d'Auguste], énorme tumulus, qui s'élève à peu de distance du fleuve, au-dessus d'un soubassement en marbre blanc déjà très haut par lui-même. Ce tumulus, ombragé d'arbres verts jusqu'à son sommet, est surmonté d'une statue d'airain représentant César-Auguste et recouvre, avec les restes de ce prince, les cendres de ses parents et de ses amis ou familiers. Il se trouve qui plus est adossé à un grand bois, dont les allées offrent de magnifiques promenades. Enfin le centre de la plaine est occupé par l'enceinte du bûcher d'Auguste : bâtie également en marbre blanc, cette enceinte est protégée par une balustrade en fer qui règne tout autour. L'intérieur en est planté de peupliers. »

La description de Strabon indique que la construction était située dans un enclos de jardins auquel les Romains pouvaient accéder, « à l’exemple des sanctuaires héroïques du monde grec ». Cependant, le lieu ne serait jamais devenu un lieu de fréquentation important (selon Duret et Néraudau) du fait d’un objectif funéraire et de l’éloignement du centre de la ville.
L’apparence de l’édifice devait être particulièrement monumentale, notamment dans une zone du Champ de Mars peu occupée, avec une faible concurrence architecturale dans le paysage immédiat. Le contraste entre éléments naturels, arbres, étendue herbeuse et la massivité de l'architecture coiffée de la statue de bronze probablement doré, devait marquer d'assez loin et devait pouvoir s'observer depuis la plupart des points de Rome.

### Structure interne
Une succession de trois rangs de murs circulaires concentriques permet de soutenir l'ensemble de l'édifice. Un premier mur épais muni de cloisons radiales et délimitant un puissant remblai de terre était présent et délimitait la partie périphérique de l'édifice, inaccessible du fait de son remplissage. Les deux autres murs délimitaient progressivement les couloirs de circulation et la chambre funéraire centrale et étaient pourvus de cloisons radiales et d’espaces voûtés.
Un long couloir axial partant depuis la porte d'entrée, un dromos, permettait d’accéder à une salle circulaire définie par un mur de travertin de 12 m de haut et percé de deux portes : ce mur constituait le soubassement d'un tambour formant le second niveau de la structure, émergeant probablement du tumulus et probablement coiffé de statues. Cette structure avait un diamètre de 9 mètres environ et une hauteur cumulée de 45 mètres.
Cette structure plus haute, destinée à la sépulture d’Auguste, était probablement ornée d’une colonnade. Un couloir circulaire entourait la cella, qui possédait en son milieu une salle carrée qui était sans doute la tombe du fondateur de l’Empire romain, « exactement sous l’endroit où s‘élevait, au sommet de la construction, la statue en bronze de l’empereur ». En outre, la cella était pourvue de trois niches qui constituaient le lieu d’ensevelissement des autres membres de la famille impériale. Le mausolée d’Auguste avait ainsi une « structure complexe, à étages superposés »,.

### Obélisques

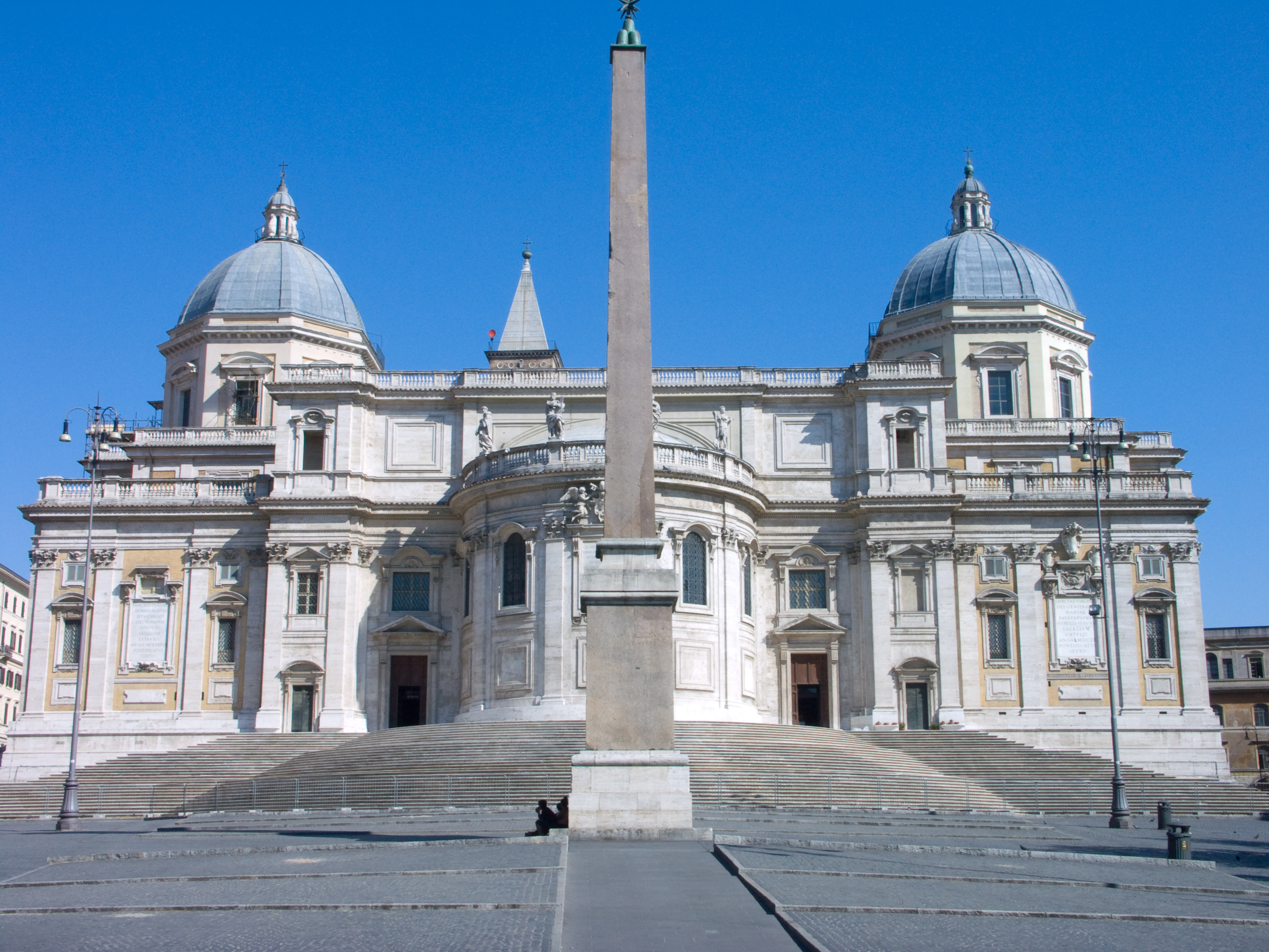
L'obélisque de l'Esquilin, à l'arrière de la basilique Sainte-Marie Majeure.

La porte d’entrée du mausolée, orientée au sud, était flanquée de deux obélisques égyptiens anépigraphes, ajoutés probablement du temps de Domitien, à la fin du Ier siècle de notre ère. En l'absence de toute inscription, nous n'avons pas d'indication sur une quelconque utilisation antérieure. On sait seulement qu'ils ont été taillés dans les carrières de granite de Syène (Assouan), peut-être spécialement pour le mausolée.
La présence d’obélisques n’avait pas seulement un but ornemental et n'étaient probablement pas qu'une affirmation de la victoire de Rome sur l’Égypte (selon Duret et Néraudau), mais était aussi le signe de la « fascination pour ce monde où les souverains étaient des dieux ». Aujourd'hui, l'un se trouve sur le Quirinal, l'autre sur l'Esquilin.

### Res Gestae Divi Augusti

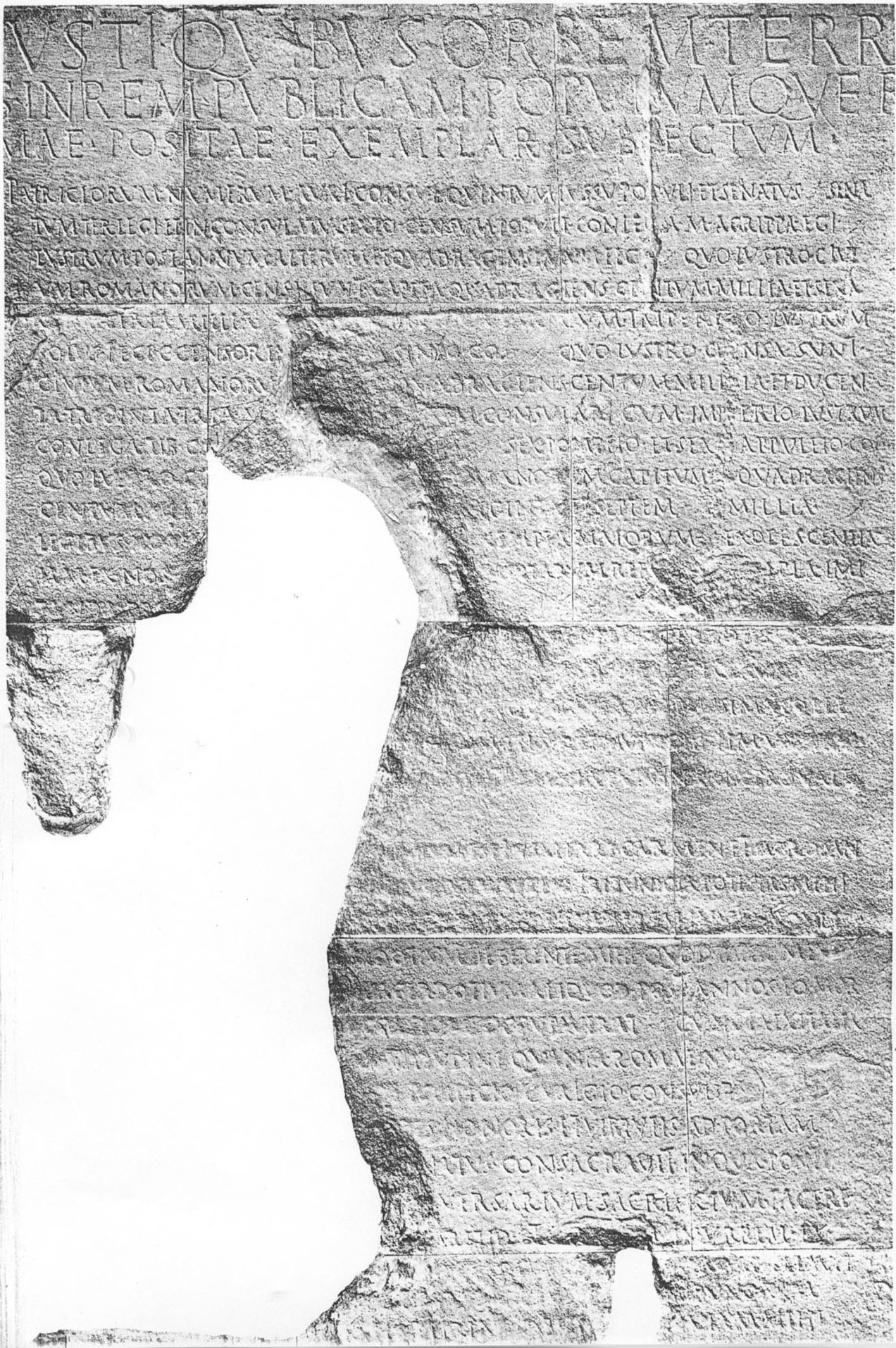
Fragment des Res Gestae du Monumentum Ancyranum.

Les piliers de chaque côté de la porte d’entrée étaient munis des tables de bronze sur lesquelles était gravé le texte des Res Gestae Divi Augusti, faits et gestes d'Auguste, forme de testament moral et politique de l'œuvre du souverain écrit de sa main à la veille de sa mort et dont une copie a été retrouvée sur le mur du temple d’Auguste et Rome d'Ankara. Une transcription latine du texte sur la base de l'inscription d'Ancyre est d'ailleurs placée face au mausolée, le long du mur de soubassement oriental du musée de l’Ara Pacis. Ce texte - sous la forme d'une apologie personnelle - servait à l'origine à marquer l'action d'Auguste, à expliquer l'œuvre de restauration morale et politique à laquelle il avait prétendu souscrire au cours de sa carrière et légitime ainsi le pouvoir personnel qu'il s'était forgé. Il contenait notamment l'inventaire des magistratures et prêtrises détenues, l'inventaire des dons et offrandes consacrés par Octave pour le peuple romain, l'inventaire de tous les honneurs militaires, civils, et religieux reçus au cours de sa vie, le récit de ses guerres et campagnes victorieuses à travers le monde. Il servait ainsi d'exemplum pour le passant. Le titre - « Haut-Faits du Divin Auguste » - donné à ce texte dans l'en-tête de l'inscription le fut a posteriori de la mort d'Auguste, lors de sa divinisation.

## Défunts déposés dans le mausolée
| Nom                       | Date de décès | Précisions                                         |
| ------------------------- | ------------- | -------------------------------------------------- |
| Marcellus                 | 23 av. J.-C.  | inscription retrouvée en 1927                      |
| Agrippa                   | 12 av. J.-C.  | général                                            |
| Octavie                   | 11 av. J.-C.  | sœur d'Auguste                                     |
| Drusus l’Ancien           | 9 av. J.-C.   | général romain mort durant la campagne en Germanie |
| Lucius                    | 2 ap. J.-C.   |                                                    |
| Caius Caesar              | 4 ap. J.C.    |                                                    |
| Publius Quinctilius Varus | 9 ap. J.-C.   |                                                    |
| Auguste                   | 14 ap. J.-C.  | premier empereur romain                            |
| Germanicus                | 19 ap. J.-C.  | général                                            |
| Drusus le Jeune           | 23 ap. J.-C.  |                                                    |
| Livie                     | 29 ap. J.-C.  | femme d'Auguste                                    |
| Néron                     | 29 ap. J.-C.  | frère de Caligula                                  |
| Drusus                    | 33 ap. J.-C.  | frère de Caligula                                  |
| Agrippine l'Aînée         | 33 ap. J.-C.  | épouse de Germanicus                               |
| Tibère                    | 37 ap. J.-C.  | deuxième empereur                                  |
| Caligula                  | 41 ap. J.-C.  | troisième empereur                                 |
| Claude                    | 54 ap. J.-C.  | incertain selon Coarelli                           |
| Britannicus               | 55 ap. J.-C.  |                                                    |
| Poppée                    | 65 ap. J.-C.  |                                                    |
| Vespasien                 | 79 ap. J.-C.  | incertain selon Coarelli                           |
| Nerva                     | 98 ap. J.-C.  |                                                    |
| Julia Domna               | 217 ap. J.-C. |                                                    |

### Ouvrages généraux
- Bernard Andreae, L'Art de l'ancienne Rome, Paris, Mazenod, 1973, 641 p. (ISBN 2-85088-004-3)
- Bernard Andreae (trad. de l'allemand), L’Art romain d’Auguste à Constantin, t. 3, Paris, Picard, 2012, 315 p. (ISBN 978-2-7084-0910-1)
- François Baratte, Histoire de l’art antique : L’art romain, Paris, éd. Manuels de l’école du Louvre - La documentation française, 1996, 331 p. (ISBN 2-7118-3524-3)
- Ranuccio Bianchi Bandinelli (trad. de l'italien), Rome : le centre du pouvoir : L'univers des formes, nouvelle présentation, Paris, Gallimard, 2010, 415 p. (ISBN 978-2-07-012983-6)
- Jean Charbonneaux, L'Art au siècle d'Auguste, La Guilde du Livre, 1948
- Filippo Coarelli (trad. de l'italien), Guide archéologique de Rome, Paris, Hachette, 1994, 349 p. (ISBN 2-01-235428-9)
- Georges Duby et Jean-Luc Daval (trad. de l'italien), La Sculpture : De l'Antiquité au Moyen Âge, Köln/Paris, Taschen, 2010, 1149 p. (ISBN 978-3-8365-2394-3)
- Luc Duret et Jean-Pierre Néraudau, Urbanisme et Métamorphoses de la Rome antique, Paris, coll. Realia, Les Belles Lettres, 1983
- Philippe Fleury, La Rome antique : plan relief et reconstitution virtuelle, Caen, Presses universitaires de Caen, 2005, 267 p. (ISBN 2-84133-232-2)
- Jean-Claude Golvin et Frédéric Lontcho, Rome antique retrouvée : l'urbs, Ostie, Villa Hadriana, Palestrina, Villa de Tibère, Paris, Éd. Errance, 2008, 215 p. (ISBN 978-2-87772-365-7)
- Heinz Kähler (trad. de l'allemand), Rome et son empire, Paris, Albin Michel, 1983, 236 p. (ISBN 2-226-01837-9)
- Claudia Moatti, À la recherche de la Rome antique, Paris, Gallimard, coll. « Découvertes Gallimard / Archéologie » (no 56), 1989, 208 p. (ISBN 2-07-053073-6)
- (it) Giorgio Ortolani, « Ipotesi sulla struttura architettonica originaria del Mausoleo di Augusto », Bullettino della Commissione Archeologica Comunale di Roma,‎ 2004, p. 197-222 (ISBN 978-88-8265-667-6).
- Nancy H. Ramage et Andrew Ramage, L'art romain de Romulus à Constantin, Cologne, Könemann, 1999 (ISBN 3-8290-1721-9)
- (en) Paul Rehak, Imperium and cosmos : Augustus and the northern Campus Martius, Madison, University of Wisconsin Press, 2006, 222 p. (ISBN 0-299-22010-9)
- (en) Lawrence Richardson, A new topographical dictionary of Ancient Rome, Baltimore, Londres, The Johns Hopkins University Press, 1992, 458 p. (ISBN 0-8018-4300-6)
- (en) Ian Richmond, Roman archaeology and art : essays and studies, Londres, Faber and Faber, 1969, 294 p. (ISBN 0-571-08841-4)
- Robert Turcan, L'Art romain, Flammarion, 1995 (ISBN 978-2-08-010187-7)
- (de) Paul Zanker, Augustus und die Macht der Bilder, Munich, 1987